# ITLN2
ITLN2 (англ. Intelectin 2) – білок, який кодується однойменним геном, розташованим у людей на короткому плечі 1-ї хромосоми.  Довжина поліпептидного ланцюга білка становить 325 амінокислот, а молекулярна маса — 36 212.
| 10         |  | 20         |  | 30         |  | 40         |  | 50         |
| ---------- |  | ---------- |  | ---------- |  | ---------- |  | ---------- |
| MLSMLRTMTR |  | LCFLLFFSVA |  | TSGCSAAAAS |  | SLEMLSREFE |  | TCAFSFSSLP |
| RSCKEIKERC |  | HSAGDGLYFL |  | RTKNGVVYQT |  | FCDMTSGGGG |  | WTLVASVHEN |
| DMRGKCTVGD |  | RWSSQQGNKA |  | DYPEGDGNWA |  | NYNTFGSAEA |  | ATSDDYKNPG |
| YYDIQAKDLG |  | IWHVPNKSPM |  | QHWRNSALLR |  | YRTNTGFLQR |  | LGHNLFGIYQ |
| KYPVKYRSGK |  | CWNDNGPAIP |  | VVYDFGDAKK |  | TASYYSPYGQ |  | REFVAGFVQF |
| RVFNNERAAN |  | ALCAGIKVTG |  | CNTEHHCIGG |  | GGFFPQGKPR |  | QCGDFSAFDW |
| DGYGTHVKSS |  | CSREITEAAV |  | LLFYR      |  |            |  |            |

A: Аланін

C: Цистеїн

D: Аспарагінова кислота

E: Глутамінова кислота

F: Фенілаланін

G: Гліцин

H: Гістидин

I: Ізолейцин

K: Лізин

L: Лейцин

M: Метіонін

N: Аспарагін

P: Пролін

Q: Глутамін

R: Аргінін

S: Серин

T: Треонін

V: Валін

W: Триптофан

Задіяний у таких біологічних процесах як поліморфізм, альтернативний сплайсинг. 
Білок має сайт для зв'язування з іонами металів, іоном кальцію, лектинами. 
Секретований назовні.